# Pheidole severini
Pheidole severini är en myrart som beskrevs av Auguste-Henri Forel 1904. Pheidole severini ingår i släktet Pheidole och familjen myror. Inga underarter finns listade i Catalogue of Life.